# Municipio de Jackson (condado de Porter)
El municipio de Jackson (en inglés: Jackson Township) es un municipio ubicado en el condado de Porter en el estado estadounidense de Indiana. En el año 2010 tenía una población de 5328 habitantes y una densidad poblacional de 75,88 personas por km².

## Geografía
El municipio de Jackson se encuentra ubicado en las coordenadas 41°33′24″N 86°58′44″O / 41.55667, -86.97889. Según la Oficina del Censo de los Estados Unidos, el municipio tiene una superficie total de 70.21 km², de la cual 69,98 km² corresponden a tierra firme y (0,34 %) 0,24 km² es agua.

## Demografía
Según el censo de 2010, había 5328 personas residiendo en el municipio de Jackson. La densidad de población era de 75,88 hab./km². De los 5328 habitantes, el municipio de Jackson estaba compuesto por el 96,64 % blancos, el 0,56 % eran afroamericanos, el 0,3 % eran amerindios, el 0,58 % eran asiáticos, el 0,75 % eran de otras razas y el 1,16 % eran de una mezcla de razas. Del total de la población el 3,79 % eran hispanos o latinos de cualquier raza.